# Costa Rica aux Jeux olympiques d'été de 2012
Le Costa Rica participe aux Jeux olympiques d'été de 2012 à Londres au Royaume-Uni du 27 juillet au 12 août 2012. Il s'agit de sa 14e participation à des Jeux d'été.

## Athlétisme
Les athlètes du Costa Rica ont jusqu'ici atteint les minima de qualification dans les épreuves d'athlétisme suivantes (pour chaque épreuve, un pays peut engager trois athlètes à condition qu'ils aient réussi chacun les minima A de qualification, un seul athlète par nation est inscrit sur la liste de départ si seuls les minima B sont réussis), :
Homme
| Athlète      | Épreuve  | Série    | Série | Quart de finale | Quart de finale | Demi-finale | Demi-finale | Finale          | Finale |
| Athlète      | Épreuve  | Résultat | Rang  | Résultat        | Rang            | Résultat    | Rang        | Résultat        | Rang   |
| ------------ | -------- | -------- | ----- | --------------- | --------------- | ----------- | ----------- | --------------- | ------ |
| Nery Brenes  | 400 m    | 45 s 65  | 24e   | NC              | NC              | -           | -           | -               | -      |
| Cesar Lizano | Marathon | NC       | NC    | NC              | NC              | NC          | NC          | 2 h 24 min 16 s | 65e    |

Femme
| Athlète        | Épreuve     | Série    | Série | Quart de finale | Quart de finale | Demi-finale | Demi-finale | Finale          | Finale |
| Athlète        | Épreuve     | Résultat | Rang  | Résultat        | Rang            | Résultat    | Rang        | Résultat        | Rang   |
| -------------- | ----------- | -------- | ----- | --------------- | --------------- | ----------- | ----------- | --------------- | ------ |
| Sharolyn Scott | 400 m haies | 57 s 03  | 27e   | NC              | NC              | -           | -           | -               | -      |
| Gabriela Trana | Marathon    | NC       | NC    | NC              | NC              | NC          | NC          | 2 h 43 min 17 s | 91e    |

## Cyclisme

### Cyclisme sur route
En cyclisme sur route, le Costa Rica a qualifié un homme et aucune femme.
| Athlète       | Compétition               | Temps           | Rang |
| ------------- | ------------------------- | --------------- | ---- |
| Andrey Amador | Course en ligne masculine | 5 h 46 min 37 s | 35e  |

### VTT
| Athlète       | Compétition                | Temps           | Rang |
| ------------- | -------------------------- | --------------- | ---- |
| Paolo Montoya | Cross-country VTT masculin | 1 h 41 min 19 s | 36e  |

## Judo
| Athlète       | Compétition           | 1/32 de finale      | 1/16 de finale                | 1/8 de finale       | Quarts de finale    | Demi-finales        | Repêchage 1         | Repêchage 2         | Finale              | Finale |
| Athlète       | Compétition           | Adversaire Résultat | Adversaire Résultat           | Adversaire Résultat | Adversaire Résultat | Adversaire Résultat | Adversaire Résultat | Adversaire Résultat | Adversaire Résultat | Rang   |
| ------------- | --------------------- | ------------------- | ----------------------------- | ------------------- | ------------------- | ------------------- | ------------------- | ------------------- | ------------------- | ------ |
| Osman Murillo | Moins de 73 kg hommes | exempt              | Hussein Hafiz (EGY) 0003/0200 | -                   | -                   | -                   | -                   | -                   | -                   | -      |

## Natation
| Athlète       | Épreuve          | Séries        | Séries | Demi-finales | Demi-finales | Finale | Finale |
| Athlète       | Épreuve          | Temps         | Rang   | Temps        | Rang         | Temps  | Rang   |
| ------------- | ---------------- | ------------- | ------ | ------------ | ------------ | ------ | ------ |
| Mario Montoya | 200 m nage libre | 1 min 51 s 66 | 33e    | -            | -            | -      | -      |

| Athlète    | Épreuve        | Séries        | Séries | Demi-finales | Demi-finales | Finale | Finale |
| Athlète    | Épreuve        | Temps         | Rang   | Temps        | Rang         | Temps  | Rang   |
| ---------- | -------------- | ------------- | ------ | ------------ | ------------ | ------ | ------ |
| Marie Meza | 100 m papillon | 1 min 07 s 01 | 42     | -            | -            | -      | -      |

## Taekwondo
Le Costa Rica a qualifié un homme.
| Athlète       | Épreuve               | 8e de finale                | Quart de finale     | Demi-finale         | Repêchage 1         | Repêchage 2         | Finale              | Finale |
| Athlète       | Épreuve               | Adversaire Résultat         | Adversaire Résultat | Adversaire Résultat | Adversaire Résultat | Adversaire Résultat | Adversaire Résultat | Rang   |
| ------------- | --------------------- | --------------------------- | ------------------- | ------------------- | ------------------- | ------------------- | ------------------- | ------ |
| Heiner Oviedo | Moins de 58 kg hommes | Aleksey Denisenko (RUS) 2-5 | -                   | -                   | -                   | -                   | -                   | -      |

## Triathlon
Le Costa Rica a qualifié les athlètes suivants.
| Athlète         | Épreuve | Natation (1,5 km) | Transition 1 | Cyclisme (40 km) | Transition 2 | Course à pied (10 km) | Total           | Rang |
| --------------- | ------- | ----------------- | ------------ | ---------------- | ------------ | --------------------- | --------------- | ---- |
| Leonardo Chacón | Hommes  | 17 min 24 s       | 42 s         | 1 h 00 min 19 s  | 32 s         | 33 min 42 s           | 1 h 52 min 39 s | 48e  |